# Collari d'oro al merito sportivo 2012
La cerimonia di premiazione dei collari d'oro al merito sportivo del 2012 si è svolta il 18 aprile 2012 nel salone d'onore del Comitato olimpico nazionale italiano alla presenza tra gli altri del presidente del consiglio dei ministri Mario Monti, del presidente del Comitato Olimpico Nazionale Italiano Gianni Petrucci.
Sono state premiate sessantotto persone tra atleti, dirigenti e tecnici e quindici società sportive relativamente ai risultati ottenuti nel 2009, 2010 e 2011.

## Collari d'oro al merito sportivo
Sono stati premiati con il collare d'oro al merito sportivo 43 atleti, 1 dirigente e 15 società:

### Atleti
- Canoa: Daniele Molmenti
- Ciclismo: Tatiana Guderzo e Giorgia Bronzini
- Ginnastica ritmica: Elisa Blanchi, Giulia Galtarossa, Romina Laurito, Daniela Masseroni, Elisa Santoni, Anželika Savrajuk, Marta Pagnini e Andreea Stefanescu
- Nuoto: Valerio Cleri e Martina Grimaldi
- Pallanuoto: Matteo Aicardi, Arnaldo Deserti, Maurizio Felugo, Niccolò Figari, Pietro Figlioli, Deni Fiorentini, Valentino Gallo, Alex Giorgetti, Niccolò Gitto, Giacomo Pastorino, Amaurys Pérez, Christian Presciutti e Stefano Tempesti
- Pugilato: Domenico Valentino
- Scherma: Andrea Baldini, Stefano Barrera, Elisa Di Francisca, Arianna Errigo, Cristiana Cascioli, Nathalie Moellhausen, Francesca Quondamcarlo, Ilaria Salvatori e Paolo Pizzo
- Sport del ghiaccio: Carolina Kostner
- Sport paralimpici: Francesca Porcellato
- Tennis: Sara Errani
- Tiro a segno: Niccolò Campriani
- Tiro a volo: Jessica Rossi
- Tiro con l'arco: Guendalina Sartori e Jessica Tomasi
- Dirigenti: Patrick Joseph Hickey

### Società
2009:
- Associazione ginnastica Velitrae
- Società ciclisti padovani
- Società canottieri Garda Salò
- Rari Nantes Florentia
- Sezione tiro a segno nazionale dell'Aquila

2010
- Tennis club Parioli
- Rari Nantes Cagliari
- Circolo canottieri Irno di Salerno
- Tiro a volo club olimpico Foligno
- Unione sportiva "Forti e liberi" ginnastica di Forlì

2011
- Compagnia della Vela Venezia
- Società canottieri "Limite"
- Tennis club Genova 1893
- Sezione tiro a segno nazionale di Napoli
- Udinese Calcio

## Diplomi d'onore
Sono stati consegnati 27 diplomi d'onore
- Ciclismo: Giorgia Bronzini
- Ginnastica ritmica: Elisa Blanchi, Romina Laurito, Elisa Santoni e Anželika Savrajuk, Giulia Galtarossa e Daniela Masseroni
- Motociclismo: Valentino Rossi
- Nuoto: Federica Pellegrini
- Pugilato: Roberto Cammarelle, Giacobbe Fragomeni e Simona Galassi
- Scherma: Andrea Cassarà, Aldo Montano, Simone Vanni, Elisa Di Francisca, Arianna Errigo, Margherita Granbassi e Valentina Vezzali
- Sport invernali: Armin Zöggeler
- Tennis: Sara Errani, Flavia Pennetta, Roberta Vinci e Francesca Schiavone
- Tiro a volo: Francesco D’Aniello e Massimo Fabbrizi
- Tiro con l'arco: Natalia Valeeva

## Palma d'oro al merito tecnico
Sono state consegnate quattro palme d'oro al merito tecnico, di cui una alla memoria
- Ginnastica ritmica: Emanuela Maccarani e Marina Piazza
- Nuoto: Alberto Castagnetti, alla memoria
- Pallanuoto: Sandro Campagna